# Chase County, Nebraska
Chase County är ett administrativt område i delstaten Nebraska, USA, med 3 966 invånare. Den administrativa huvudorten (county seat) är Imperial.

## Geografi
Enligt United States Census Bureau så har countyt en total area på 2 325 km². 2 317 km² av den arean är land och 8 km² är vatten. 

### Angränsande countyn

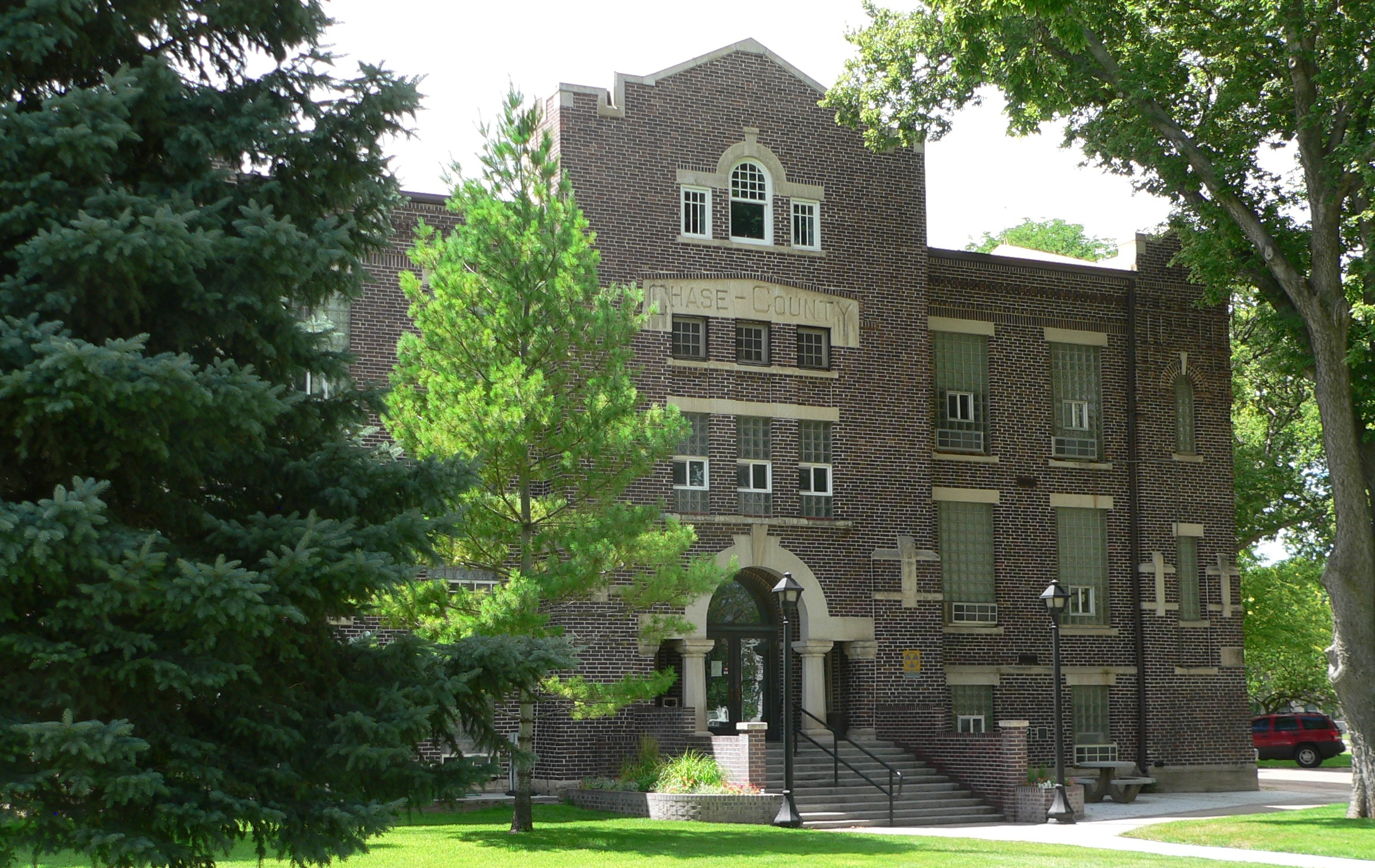
Chase County courthouse i Imperial.

- Hayes County - öst
- Dundy County - söder
- Yuma County, Colorado - sydväst
- Phillips County, Colorado - väst
- Perkins County - nord